# Hugo Burvall
Hugo Burvall (19 aprile 1997) è uno sciatore freestyle svedese, specializzato in slopestyle e big air.

## Biografia
Attivo in gare FIS dal gennaio 2013, Hugo Burvall ha debuttato in Coppa del Mondo il 24 gennaio 2016, giungendo 56º nello slopestyle di Mammoth. Il 18 novembre 2027 ha ottenuto il suo primo podio nel massimo circuito, classificandosi 2º nel big air a Milano, alle spalle del svizzero Elias Ambühl.
In carriera ha preso parte a due edizioni Giochi olimpici invernali e non ha mai debuttato ai Campionati mondiali di freestyle.

## Palmarès

### Coppa del Mondo
- Miglior piazzamento in classifica generale: 21º nel 2018
- Miglior piazzamento nella Coppa del Mondo di slopestyle: 11º nel 2022
- Miglior piazzamento nella Coppa del Mondo di big air: 3º nel 2018
- 2 podi:
  - 2 secondi posti